# Brück-Neuendorfer Kanal
Der Brück-Neuendorfer Kanal (in Brück und dem Amt Niemegk) oder Neue Graben (in Beelitz) ist ein linker Zufluss der Nieplitz in Brandenburg. Er entwässert die feuchte Niederung zwischen der nördlich gelegenen Zauche und dem Niederen Fläming.

## Verlauf und Zuflüsse
Das 14,0 km lange Gewässer beginnt 44 m ü. NHN als Drainagesystem eines feuchten Wiesengeländes des Baruther Urstromtals zwischen dem Stadtkern von Brück im Süden und der Zauche im Norden.
Alle wesentlichen Zuflüsse erhält der Kanal aus Süden. Schon nach knapp 3 km mündet die 4,85 lange Kleine Plane, die bei einer Flussbifurkation unterhalb der Wassermühle von Gömnigk von der Plane abzweigt. (52° 10′ 24″ N, 12° 44′ 5″ O, 49 m ü. NHN) Von der Abzweigung fließt sie in nordöstlicher Richtung parallel zur Bahnstrecke Berlin–Leipzig durch Wald, in der Ortslage von Brück ist sie unter der Ernst-Thälmann-Straße verrohrt.
Der nächste wichtige Zulauf ist der etwa 6 km lange Rottstocker Kanal (Oberlauf Linther Kanal), der dritte der fast 10 km lange Quergraben. Größter Zufluss ist der 13 km lange Schlalacher Mühlengraben, nach dem die Gemeinde Mühlenfließ benannt ist, die er der Länge nach durchfließt. Vier Kilometer nach dieser Vereinigung mündet der Neue Graben auf 38,2 m ü. NHN bei Reesdorf in die Nieplitz, 4½ km vor Beelitz.
Anmerkung: Die vorliegende Beschreibung verwendet die Namen entsprechend der Digitalen Topografischen Karte 1:25.000 (DTK 25), weil dieser Maßstab vorrangig der systematischen Erfassung der Gewässer durch das Brandenburgische Landesamt für Umwelt Brandenburg angepasst wird.

## Alternative Namen
Demgegenüber fehlte in der bei der Aktualisierung hintan stehenden DTK 10 (1:10.000) lange Zeit die Bezeichnung „Brück-Neuendorfer Kanal“. Stattdessen heißt das Gewässer dort bei Brück Brücker Kanal und anschließend Neuendorfer Kanal. Die Bezeichnung Neuer Graben begann in dieser Darstellung schon mit dem Rottstocker Kanal und umfasste anschließend auch den unteren Abschnitt des Brück-Neuendorfer Kanals.
Die Namensdivergenz war nicht neu, im 1880 aufgenommenen Messtischblatt 3742 Damelang heißt der Anfang des Gewässers Neuendorfer Kanal, auf Blatt 3842 Brück von 1900 heißt das Gewässer bis zur Einmündung in den Neuen Graben Brück-Neuendorfer Graben. Nach diesem und dem im selben Jahr aktualisierten Blatt 3843 Buchholz ist der Neue Graben so definiert wie noch in der DTK 10 von Anfang des neuen Jahrtausends.

## Belege
- Topografische Karte 1:100.000, Blatt C 3942 Potsdam, Landesvermessung und Geobasisinformation Brandenburg (LGB)
- Brandenburg Viewer